# غريس لي
غريس لي (هانغل: 그레이스 리) هي مقدمة تلفزيونية وصحفية ودي جيه وممثلة كورية جنوبية، ولدت في 4 أكتوبر 1982 في سول في كوريا الجنوبية.